# Obraz panoramiczny

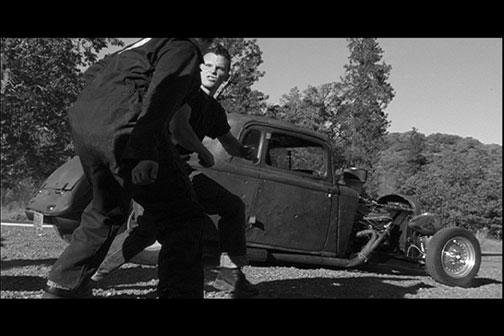
Letterbox

Obraz panoramiczny – obraz kinowy lub telewizyjny, którego stosunek boków poziomego do pionowego jest większy niż 1,33:1 (format telewizyjny) lub 1,37:1 (Standard Akademii).
Kąt widzenia w poziomie jest dużo szerszy niż w pionie dlatego zasadę tę wykorzystano pierwotnie w formatach filmów kinowych począwszy od lat pięćdziesiątych (np. Cinemascope – 2,35:1). Przy adaptacjach filmów kinowych do standardów telewizji (stosunek boków 4:3), by nie obcinać boków kinowego formatu dopasowuje się go na szerokość, przez co na dole i górze obrazu powstają czarne pasy (letterbox). Stosuje się też tzw. Pan & scan.